# گزارش

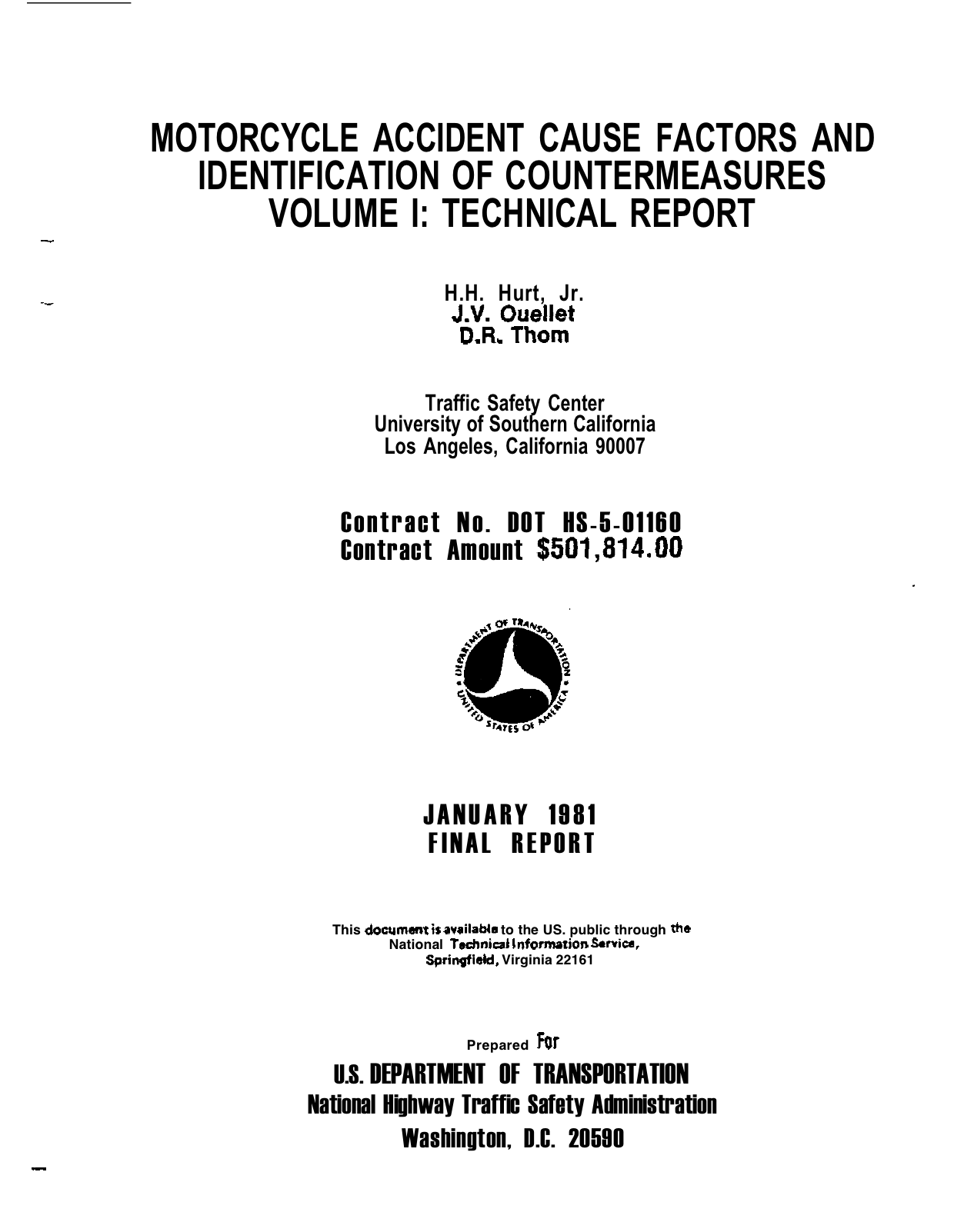
نمونه‌ای از صفحه نخست یک گزارش

گزارش (فرانسوی: Rapport‎) به سندی گفته می‌شود که اطلاعاتی را در یک قالب سازمان‌دهی شده برای مخاطبان خاص راجع به یک موضوع ارائه می‌کند. بعضی گزارش‌های کوتاه به‌طور شفاهی بیان می‌شوند ولی راپورت‌های کامل و طولانی معمولاً همیشه به صورت کتبی نوشته می‌شوند.
گزارش مجموعه از کارکردهای روزنامه‌نگاری را ارائه می‌کند. به‌طور کلی گزارش به دو دسته گزارش خبری و غیر خبری طبقه‌بندی می‌شوند که هر کدام کاربردهای خاص خود را دارد.
به شخصی که گزارش می‌نویسد یا می‌گوید، «گزارشگر» یا «گزارش نویس» یا «راپورت‌چی» می‌گویند.
گزارش به معنای جمع‌آوری اطلاعات، تهیه و ترتیب اطلاعات به نحو که بتواند حاوی یک پیام باشد، و نشر ان توسط رسانه‌های جمعی‌ست.